# Aleksandar Ranković
Aleksandar Ranković (Draževac kraj Obrenovca, 28. studenoga 1909. – Dubrovnik, 20. kolovoza 1983.), član Politbiroa i bliski suradnik Josipa Broza Tita.  Nakon 2. svjetskog rata bio je čelni čovjek tajne policije u Jugoslaviji (OZNA, UDBA).
Na četvrtoj sjednici CK SKJ na Brijunima 1. srpnja 1966. godine smijenjen je s dužnosti potpredsjednika Jugoslavije i isključen iz Partije.
Jedna je od najodgovornijih osoba za teror jugoslavenske tajne policije i masovnih ubijanja nakon Drugog svjetskog rata.

## Životopis
Rođen je 28. studenog 1909. godine u selu Draževcu, kod Obrenovca. Potječe iz siromašne obitelji. Rano je ostao bez oca. Osnovnu školu je završio u rodnom mjestu. Kao i mnogi drugi siromašni dječaci iz njegovog kraja, pošao je i on 1922. u Beograd na krojački zanat.
Teški životni uvjeti u kojima je živio veoma su utjecali da vrlo mlad stupi u radnički pokret. Tome su doprinijeli i neki radnici koji su radili u istoj radionici s njim, a koji su, u vrijeme kada je Komunistička partija bila ilegalna, donosili i skrivali kod njega političku literaturu i publikacije koje je Ranković potajno čitao. Kao petnaestogodišnji mladić upisao se 1924. godine u članstvo sindikata. Početkom 1925. godine je postao pomoćnik. Dvije godine kasnije, 1927., bio je član sindikalne podružnice svih krojačkih i tekstilnih radnika. Tu je upoznao svoju buduću suprugu, Anđu, koja je također bila aktivna u radničkom pokretu. Iste godine, Aleksandar Ranković je primljen u članstvo Saveza komunističke omladine Jugoslavije, a ubrzo poslije toga je postao sekretar Mjesnog komiteta SKOJ-a za Beograd.

## Rad u Partiji
Godine 1928., kada je primljen u KPJ, Ranković je postao sekretar Pokrajinskog komiteta SKOJ-a za Srbiju. Šestosiječanjska diktatura nije zaustavila njegovu revolucionarnu djelatnost. Kao rukovodilac PK SKOJ-a izdao je letak koji se dijelio u Beogradu i Zemunu. U vrijeme kada su letci tiskani, uhvaćen je jedan od suradnika, koji je tijekom mučenja policiji izdao aktiviste, među njima i Rankovića te ga je policija počela tražiti. Uhvaćen je u Beogradu u ilegalnom stanu i to je bilo njegovo prvo uhićenje.

## Zatvor
Proces Rankoviću bio je jedan od prvih procesa protiv političkih neistomišljenika za vrijeme Šestosiječanjske diktature. Sud za zaštitu države ga je osudio na 6 godina tamnice koju je izdržao u zatvorima Srijemska Mitrovica i Lepoglava. U Mitrovačkoj tamnici i Lepoglavi Ranković je radio na obrazovanju mladih komunista i na širenju revolucionarnih ideologija. Sudjelovao je u organiziranju borbe političkih osuđenika protiv policijskog režima u zatvoru.

## Sindikat
Iz zatvora se vratio početkom 1935. godine, te je otišao odslužiti vojni rok. Potom je došao u Beograd i radio u radničkom pokretu Srbije. Preko sindikalnih organizacija oživio je rad partije u tvrtkama. Godine 1936. postao je član Pokrajinskog komiteta KPJ za Srbiju, a 1937. član Politbiroa CK KPJ. U siječnju 1939. godine prelazi u ilegalnost. U ilegalnosti je radio pod imenom "Marko". U svibnju iste godine Ranković je sudjelovao na Zemaljskom savjetovanju komunista Jugoslavije u Sloveniji ispod Šmarne Gore, a poslije i na Petoj zemaljskoj konferenciji KPJ u Zagrebu kad je izabran za člana Politbiroa Centralnog komiteta KPJ.

## Drugi svjetski rat
Za vrijeme napada Njemačke na Kraljevinu Jugoslaviju, Ranković se nalazio u Zagrebu. Nakon plenuma CK KPJ došao je u Beograd gdje mu je povjerena organizacija ustanka. Krajem srpnja 1941. godine uhitila ga je policija te je odveden u Gestapo. Agenti su kod njega pronašli koncepte proglasa CK i Mjesnog komiteta. Poslije mučenja, prenesen je onesviješten u bolnicu. Spašavanje iz bolnice organizirali su Spasenija Cana Babović i Đuro Strugar. Poslije kratke pucnjave, prijatelji su ga u pidžami izveli iz bolnice. Akciju evakuacije su potpomagali beogradski ilegalci koji su štitili odstupnicu.
Nakon bijega iz bolnice, Ranković je još neko vrijeme ostao u Beogradu. Poslije vojno-političkog savjetovanja u Stolicama prešao je na oslobođeni teritorij u Užice te je ostao u Vrhovnom štabu sve do kraja rata. U Bihaću je dobio vijest da mu je kod Gackoga poginula supruga. Anđa Ranković postumno je proglašena za narodnog heroja.
Tijekom Drugog svjetskog rata kao član Vrhovnog štaba NOV i POJ i kao organizacijski tajnik KPJ, Aleksandar Ranković bio je jedan od najbližih Titovih suradnika. Bio je član najvažnijih vojnih i političkih organa jugoslavenskog oslobodilačkog pokreta; član AVNOJ-a, potpredsjednik ASNOS-a, poslanik Privremene i Ustavotvorne skupštine Demokratske Federativne Jugoslavije.

## Formiranje OZNE
Po formiranju Odsjeka za zaštitu naroda (OZNA) na Visu, 13. svibnja 1944. godine, postavljen je za načelnika OZNE za Jugoslaviju. Na zasjedanju Velike antifašističke skupštine narodnog oslobođenja Srbije, u studenomu 1944. godine u Beogradu, izabran je za narodnog poslanika i za prvog potpredsjednika Narodne skupštine NR Srbije prvog i drugog saziva. Kao prvi zamjenik maršala Tita, u njegovom odsustvu izdao je naređenje za proboj Srijemskog fronta 1945. godine.
Poslije donošenja ustava početkom 1946. godine, postao je ministar unutrašnjih poslova FNRJ. Ovu dužnost je vršio do srpnja 1966. godine.
Kao ministar unutrašnjih poslova, u svom izlaganju o radu Odjeljenja za zaštitu naroda, pred Narodnom skupštinom 24. ožujka 1946. godine, obavijestio je da je uhvaćen Draža Mihailović. Mnogo je pridonio jačanju i razvoju organa državne represije, koji su uspješno i brzo likvidirali preostale političke neprijatelje (četnike, ustaše, rupnikovce...).
U desno orijentiranim medijima se više puta citirala navodna Rankovićeva izjava, u kojoj je on navodno, u svom izlaganju u jugoslavenskoj skupštini 1951. godine rekao: "Likvidirali smo 568.000 narodnih neprijatelja, a kroz logore od 1945. do 1951. prošlo je 3.777.776 zatvorenika". (Politika«, Beograd, 1. veljače 1951). Provjerom sadržaja tog broja dnevnih novina "Politika" pokazuje se, međutim, da ondje nije objavljen takav sadržaj. Neovisno o tome, nije upitna uloga OZNE i njenog šefa Aleksandra Rankovića u progonima u mnogim tisućama politički motiviranih ubojstava u sklopu partizanskih zločina u Drugom svjetskom ratu i jugoslavenskih komunističkih zločini nakon završetka Drugog svjetskog rata.

## Informbiro i Goli otok
U vrijeme početka borbe s Informbiroom, Ranković ostaje vjeran svojoj Partiji i Titu. Na Petom kongresu KPJ, Aleksandar Ranković je podnio "Izvještaj o organizacijskim radom" gdje je najvažniji dio Rankovićevog izlaganja bio vezan za rad partijske organizacije u Jugoslavenskoj vojsci. Prije nego što je završio svoje izlaganje, Ranković se osvrnuo na antipartijski rad Sretena Žujovića Crnog i Andrije Hebranga. Napomenuo je da su obojica pokušala razbiti KPJ te su isključeni iz Partije i protiv njih je povedena istraga.
U borbi za izolaciju simpatizera Informbiroa učinjene su velike greške, jer su uhićenja bila masovna, bez kriterija, dokaza i suda.
Postao je potpredsjednik Savezne vlade. Na svim izborima za saveznu Narodnu skupštinu biran je za narodnog poslanika. Na partijskim kongresima, Petom (1948.) i Šestom (1952.), ponovno je izabran za člana Politbiroa, odnosno člana Izvršnog komiteta CK Saveza komunista Jugoslavije.
Godine 1956. postao je potpredsjednik Saveznog izvršnog vijeća i predsjednik Odbora za unutrašnju politiku, član Sekretarijata Izvršnog komiteta CK SKJ, član CK Saveza komunista Srbije, član Predsjedništva Saveznog odbora Socijalističkog saveza radnog naroda Jugoslavije.
Aleksandar Ranković 1962. i 1963. Gezu Tikvickog, te još neke čelne dužnosnike u SAP Vojvodini, Stevana Doronjskog, Pala Šotija i ostale žigosao kao autonomaše, smijenio i rasporedio na rad u Beograd. Isto premještanje nije bio početak neutralizacije Doronjskog; Doronjski je poslije bio tvorcem podmetačke formule za optuživanje partijskih kolega desetak godina poslije "Liberalizam je čist frakcionizam". Kolege su nestale iz političkog života, za razliku od Doronjskog koji je bio dijelom harange na "liberale".
Do 1966. godine Ranković je bio šef svih policijskih i tajnih službi, zadužen za borbu protiv svih koji su smatrani protivnicima režima i države Jugoslavije.

## Kumstvo s Titom
Kada se Tito vjenčao s Jovankom, 1952. godine, Aleksandar Ranković je bio Titov, a general Ivan Gošnjak Jovankin kum.

## Brijunski plenum
Njegovo političko djelovanje trajalo je do 1966. godine, kada su u Titovom uredu pronađeni prislušni aparati. Navodno je sam Tito otkrio uređaje za prisluškivanje u svojoj rezidenciji u Užičkoj br. 15 u Beogradu, i to u svom radnom kabinetu i u sobi svoje supruge. Tko je točno pronašao te uređaje i na koji način, nikada nije otkriveno. Tito je odmah izvijestio politički i vojni vrh da ga prisluškuju i da je za to kriva Služba državne sigurnosti (UDBA) i njezin prvi čovjek Aleksandar Ranković. Ustanovljena je komisija koja će ispitati slučaj. Tako se u zemlji stvorila "afera Ranković", ili "afera prisluškivanja." Predsjednik komisije Izvršnog komiteta CK SKJ Krste Crvenkovski je izvjestio da je zaista bilo prisluškivanja maršalovog kabineta. Tito je zakazao sjednicu Izvršnog komiteta koja je održana 16. lipnja 1966. godine. Na kraju sjednice zakazao je brijunski plenum gdje se razmrsila "afera Ranković." Atmosfera uoči početka IV. brijunskog plenuma bila je mučna i napeta. Plenum je imao zadatak raspravljati o ozvučivanju i prisluškivanju funkcionera, zloupotrebama i deformacijama UDB-e. Članovi CK doputovali su na Brijune 30. lipnja, a plenum se održao već sutradan. Okrivljeni Aleksandar Ranković se pojavio na Brijunima. Pod velikim pritiskom Rankoviću je pozlilo, a liječnik je ustanovio blagi infarkt. Sjednica IV. brijunskog Plenuma počela je 1. srpnja 1966. godine u hotelu "Istra". Sjednicu je otvorio Tito, a nakon toga se pročitao službeni izvještaj Istražne komisije u slučaju Ranković. Ranković je govorio vrlo malo, djelovao je zbunjeno i nije se branio. Poslije duge rasprave, plenum je donio odluku da se odmah priđe reorganizaciji organa državne sigurnosti, kako bi se ona prilagodila nastalim promjenama u društvu i sistemu samoupravljanja, da se Svetislav Stefanović Ćeća, ministar unutrašnjih poslova SR Srbije, isključi iz CK SKJ i da se razriješi dužnosti člana Saveznog izvršnog vijeća, da se prihvati ostavka Aleksandra Rankovića na funkciju člana CK SKJ i Izvršnog komiteta CK i prihvati da podnese ostavku Saveznoj skupštini na funkciju potpredsjednika Republike, jer je njegova politička odgovornost za rad organa državne sigurnosti takva da na ovim funkcijama više ne može ostati.
Nakon toga, na sjednici CK SK Srbije 15. rujna 1966. godine, na prijedlog Spasenije Cane Babović plenum je predložio Centralnom komitetu SKJ da se Aleksandar Ranković isključi iz Saveza komunista. Ranković je početkom listopada 1966. godine isključen i iz Saveza komunista Jugoslavije.

## Čistka
Poslije brijunskog plenuma nastupila je "sječa" (smjena, privremeno umirovljenje pa i uhićenje) ljudi za koje se sumnjalo da su Rankovićevi simpatizeri. Tako su u povijest otišli: Svetislav Stefanović Ćeća, Vojin Lukić, Slobodan Krstić, general Milan Žeželj, general Miloje Milojević te mnogi drugi Rankovićevi pristalice.

## Umirovljenje
Nakon brijunskog plenuma, Aleksandar Ranković se povukao iz javnog života. Živio je u svojoj vili u Dubrovniku, posvetio se svojim "dnevničkim zabilješkama", koje su objavljene poslije njegove smrti. Zbog lošeg zdravstvenog stanja Rankoviću je preporučen oporavak na moru.
Poslije tragične smrti svoje prve žene Anđe Ranković, s kojom je imao sina Miroslava-Miću, oženio se s Vladislavom Slavkom Ranković, i s njom dobio sina Slobodana. Njegova unuka Anja Ranković je novinarka i pročelnik na televiziji.
U noći između 19 i 20. kolovoza 1983. godine, na hotelskoj terasi, Rankoviću je naglo pozlilo te je umro od srčanog udara.
Pokopan je u "Aleji velikana" na Novom groblju u Beogradu. Na pogreb je spontano došlo oko 100.000 ljudi, što govori o njegovoj popularnosti, pogotovo među ljudima srpske nacionalnosti.

## Odlikovanja
Aleksandar Ranković je odlikovan ordenima:
- Junaka socijalističkog rada,
- Narodnog oslobođenja,
- Partizanske zvijezde,
- Zasluga za narod,
- Bratstva i jedinstva I reda,
- Ordenom za hrabrost,
- Ordenom zlatne lente,

Nosilac je Partizanske spomenice 1941. godine. Ordenom narodnog heroja Jugoslavije odlikovan je 4. srpnja 1945. godine.